# 大野竹田道路
大野竹田道路（おおのたけたどうろ）は、大分県豊後大野市大野町田中から大分県竹田市大字会々に至る延長12.3キロメートル (km) の国道57号バイパスである。2015年2月15日に大野IC - 朝地IC間が、2019年1月19日に朝地IC - 竹田IC間が開通し、全線供用開始となった。地域高規格道路である中九州横断道路を構成する自動車専用道路である。

## 概要
- 起点：大分県豊後大野市大野町田中
- 終点：大分県竹田市大字会々
- 全長：12.3 km
- 規格：第1種第3級
- 道路幅員：12.0 m
- 車線数：暫定2車線
- 設計速度：80 km/h

## 沿革
- 2012年（平成24年）6月26日 : 一般国道57号改築工事（中九州横断道路「大野竹田道路」・大分県豊後大野市大野町田中字横枕地内から同市朝地町下野字胡麻町地内まで）及びこれに伴う市道付替工事について国土交通相より土地収用法に基づく事業認定が公示される[1]。
- 2015年（平成27年）
  - 2月15日 : 大野IC - 朝地IC間 開通[2]。
  - 3月24日：一般国道57号改築工事（中九州横断道路「大野竹田道路」大分県豊後大野市朝地町板井迫字蔵元地内から竹田市大字会々字平地内まで）及びこれに伴う市道付替工事について国土交通相より土地収用法に基づく事業認定が公示される[3]。
- 2019年（平成31年）1月19日 : 朝地IC - 竹田IC間 開通[4]。これにより全線開通となる。